# Квинт Марций Турбон
Квинт Ма́рций Турбо́н Фронто́н Публи́ций Севе́р (лат. Quintus Marcius Turbo Fronto Publicius Severus; умер, предположительно, после 138 года) — римский государственный деятель первой половины II века. Происходил из провинции, прошёл путь от центуриона до префекта претория, сделав блестящую карьеру. Был другом и советником императоров Траяна и Адриана, однако впал в немилость в конце правления последнего.

## Биография

### Происхождение и начало карьеры
Турбон происходил из далматийского города Эпидавр из Троментинской трибы. Он начал карьеру центурионом во II Вспомогательном легионе, дислоцировавшемся в Паннонии, о чём свидетельствует надпись из Аквинка. В этой должности он находился в период между 104 и 107 годом. По всей видимости, во Втором дакийском походе Траяна Турбон участия не принимал, поскольку его легион все это время пребывал в Паннонии.
Согласно надписи, датируемой временем между 105 и 113 годом, он дослужился до звания примипила, затем был префектом транспортных средств, последовательно трибуном когорты вигилов, личной императорской кавалерии, возможно, преторианской когорты, прежде чем он снова стал примипилом. После этого Турбон около 112 года находился на посту прокуратора Ludus Magnus, отвечавшим за обучение гладиаторов, расквартированных в казармах, расположенных рядом с Колизеем. За отличную военную службу Квинт получил в правление Траяна награду.

### Служба при Траяне
Следующее достоверное упоминание о Турбоне относится к 114 году, то есть к концу правления Траяна. Тогда он находился на посту префекта Мизенского флота, крупнейшего соединения римского военно-морского флота, находившегося в Мизене под прямым контролем императора. По всей видимости, данное объединение было под командованием Турбона уже в 113 году, когда императорский флот отплыл на восток, чтобы начать кампанию против Парфянского царства. Турбон, вероятно, начальствовал над Мизенским флотом вплоть до 116—117 годов.
Кроме того, возможно, в начале парфянского похода Турбон был прокуратором, отвечающим за проведение переписи в провинции, а затем между 115 и 116 годом занимал должность прокуратора Иудеи.
Когда парфянская столица Ктесифон была захвачена Траяном, серьёзное иудео-парфянское восстание вспыхнуло по всей Месопотамии, перекрыв снабжение римской армии и отсекая ей, находящейся далеко от своих баз, путь к отступлению. Большие еврейские бунты вспыхнули также в Иудее, Египте, Киренаике и на Кипре, и привели к разграблению многих городов и резне римских граждан. Поставка зерна из Египта находилась под угрозой, а местные власти оказались не в состоянии подавить восстание.
В 116 году Траян отправляет Квинта Марция Турбона в Египет, чтобы справиться с возникшей ситуацией, в то время как Лузий Квиет подавлял восстание в Месопотамии. Турбон, ещё бывший главой Мизенского флота, как командующий морскими и сухопутными силами, подавил еврейское восстание и восстановил контроль над Египтом, Киренаикой и, возможно, Кипром, после долгих и кровавых боёв.

### Возвышение при Адриане
В августе 117 года Траян умирает после возвращения из своих восточных походов и императором был провозглашен Адриан. Турбон является одним из самых близких друзей, военным советником и доверенным лицом нового императора. Убийство Лузия Квиета, прокуратора Иудеи и одного из лучших полководцев империи, совершенное по приказу Адриана, вызвало волнения в Мавретании, откуда Квиет был родом. Турбон был отправлен в эту провинцию и принял командование там над армией до конца 117 года. Подавив восстание, вероятно, в конце 117 или начале 118 года, Турбон был назначен на должность прокуратора Мавретании Цезарейской. Иногда считается, что в его юрисдикцию входила и Мавретания Тингитанская.
По просьбе Адриана, в первые месяцы 118 года, Турбон присоединился к императору как префект императорской армии на Дунае. Под его управлением оказались легионы Паннонии и Дакии. Это, возможно, было связано со смертью Гая Юлия Квадрата Басса, который был направлен в конце правления Траяна в Дакию для подавления восстания, вызванного неоднократными нападениям роксоланов, языгов и свободных даков, и погиб в бою в конце 117 или начале 118 года. Турбон одержал над бунтовщиками победу и восстановил контроль над провинцией.
Император вернулся в Рим, оставив Турбона управлять Нижней Дакией в качестве префекта. Кроме того, для придания большего авторитета, Адриан присвоил ему титул префекта Египта. В 119 году Турбон покинул Дакию, но есть версия, что он находился до 123 или даже 125 года. В том же году он вернулся в Мавретанию, на этот раз в качестве прокуратора с полномочиям легата обоих Мавретаний, где возобновились мятежи. Там Турбон оставался в течение непродолжительного промежутка времени и полностью восстановил порядок.
Турбон вернулся обратно в Рим по просьбе Адриана, где стал префектом претория. Назначение Квинта префектом можно датировать 119 годом, если принять за истину его нахождение на посту наместника Мавретании в 118—119 годах. Однако более вероятным следует считать 120 или 121 год. Если же Турбон оставался в Дакии до 123 или даже 125 года, то его возвращение в Рим можно датировать этим временем. Адриан много путешествовал по империи и ему был необходим доверенный представитель в Риме. До Турбона префектом был могущественный Публий Ацилий Аттиан, который играл важную роль в восхождении Адриана на трон и укреплении его власти. Но его влияние вредило популярности императора. Таким образом, он заставил Аттиана уйти в отставку и возвёл его в сенаторское сословие, а новыми префектами назначил Турбона и Гая Септиция Клара. Клар через три года покинул пост префекта, а Турбон занимал эту должность до 134—135 или 136—137 годов.

### Завершение карьеры. Личность Турбона
К концу правления Адриана Турбон, как и многие другие государственные деятели, впал в немилость у императора. Он, скорее всего, был отстранен от должности префекта претория. По всей видимости, Турбон пережил императора, если отрывок из письма Марка Корнелия Фронтона, относящегося ко времени правления Антонина Пия, подразумевает именно его. Историк III века Дион Кассий так писал о Турбоне:

Турбон, муж исключительно сведущий в военном деле, стал префектом, то есть начальником, преторианцев и никогда не проявлял ни изнеженности, ни заносчивости, но жил как один из многих. Помимо прочего, он целый день находился около дворца, а нередко приходил туда ближе к полуночи, когда другие собирались отойти ко сну. [В связи с этим стоит, конечно, упомянуть] случай с Корнелием Фронтоном, который был в то время среди римлян одним из лучших судебных ораторов. Однажды поздно вечером он возвращался домой с обеда и, узнав от какого-то человека, в чью защиту обещал выступить в суде, что Турбон всё ещё занят рассмотрением судебных дел, вошел к нему в судебное присутствие прямо как был в праздничной одежде и приветствовал его, но не утренним обращением «Здравствуй!», а тем, какое принято при вечернем [расставании]: «Будь здоров!» Днем Турбона невозможно было застать дома, даже если он болел; и Адриану, советовавшему ему не беспокоиться, он ответил, что префект должен умереть стоя.— Дион Кассий. XLIX:18 // Римская история.
В самом деле, именно благодаря своим качествам и таланту, выходец из провинции Турбон сумел сделать блестящую карьеру и стать одни из лучших военачальников и доверенных лиц Траяна и Адриана. У него было два приёмных сына: Тит Флавий Лонгин Квинт Марций Турбон и Тит Флавий Приск Галлоний Фронтон Квинт Марций Турбон.